# Lyristes plebejus
A Lyristes plebejus, comummente conhecida como cegarregão, é um insecto homóptero, da família dos Cicadídeos, que se reconhece como sendo a maior espécie cigarra do continente europeu.

## Descrição
Trata-se de uma robusta cigarra de asas transparentes, que pode atingir até 50 milímetros de comprimento.
Tem olhos particularmente grandes e afastados um do outro. Exibe um colar cor-de-laranja e anguloso, a delimitar-lhe o tórax da cabeça.
No final de Junho, os cegarregões adultos começam a emergir do subsolo, ficando depois activos até ao final de Agosto.

### Comportamento
Estima-se que o ciclo de vida desta espécie perfaça uma duração de sensivelmente três anos. Quando ainda estão no subsolo, as ninfas desta espécie alimentam-se da seiva bruta das raízes.
Só os machos adultos produzem sinais acústicos, sendo que se servem deles para atrair as fêmeas, na época de acasalamento, que geralmente decorre de Junho até finais de Agosto.
Estes sinais acústicos, que consistem numa série contínua de longas frases distintamente moduladas em amplitude, são particularmente intensos, pelo que são audíveis a várias dezenas de metros de distância.
Para além de ser a maior espécie de cigarra que ocorre em Portugal, Espanha e na Europa é, também, a que zizia com de maior intensidade. Os sinais acústicos das cigarras são comummente designados ziziar ou fretenir. O cegarregão, para além de se servir dos tímbales, para fretenir, produz ainda uma modulação secundária através do movimento do abdómen que abre e fecha a abertura que dá acesso à cavidade por baixo dos opérculos.

## Distribuição
Espécie relativamente comum no continente europeu.

### Portugal
O cegarregão foi registado, em Portugal, principalmente no centro do país, onde fora especialmente abundante nos anos 60 e 70, sendo certo que, nas últimas décadas, se tem verificado um declínio muito acentuado.
Em todo o caso, no início do séc. XXI, a revisão da lista de cigarras em Portugal, assinalou a presença de comunidades de cegarregões nas regiões do Baixo Alentejo, mais concretamente na Serra do Mendro; no Alto Alentejo, mais concretamente nas cercanias de Castelo de Vide, do Marvão e de Portalegre; na Estremadura, mais concretamente nas vizinhanças do Monte da Caparica e da Serra da Arrábida; Ribatejo, mais concretamente no entorno de Soure e Tomar; e na Beira Litoral, nas localidades de Alburitel, Leiria, Vila Nova de Ourém e da Serra de Aire.

### Ecologia
Esta espécie privilegia os bosques abertos e as friganas, se bem que, por vezes, também possa aparecer em espaços agricultados, como olivais, milheirais e vinhas.
Tende a preferir certos tipos de árvores, designadamente a oliveira, o pinheiro e a azinheira.

## Taxonomia
Esta espécie foi descrita pelo entomólogo Giovanni Antonio Scopoli, no tratado de entomologia de 1763 Viienna Entomologia carniolica.

### Etimologia
Do que toca ao nome científico:
- O nome genérico, lyristes, vem do latim clássico e significa «lirista; tocador de lira», este substantivo por seu turno, provém do étimo grego clássico lyrizein, com o mesmo significado.[9]

- O epíteto específico, plebejus, provém do latim clássico, onde também se grafa plēbēius e significa «plebeu; do povo».[10]

Quanto ao nome comum, «cegarregão», corresponde ao grau aumentativo de «cegarrega», vocábulo que tanto designa as cigarras em geral, como o fretenir por elas produzido, havendo assim uma clara alusão às dimensões deste insecto.

### Sinonímia
- Tibicen plebejus[3]